# Асоціація футболу Чернівецької області
Чернівецька обласна асоціація футболу — обласна громадська спортивна організація, заснована 1997 року. Є колективним членом Української асоціації футболу. 

## Турніри
- Чемпіонат Чернівецької області з футболу
- Кубок Чернівецької області з футболу
- Суперкубок Чернівецької області з футболу

## Контакти
Адреса:  Україна, 58000, Чернівці, вул. Українська, 39